# Maturità (diritto)
Per maturità si vuole intendere l'età alla quale un individuo si considera fuori dalla fase infantile e, avendo terminato il processo adolescenziale, si definisce adulto.

## Nel diritto
L'età della maturità è diversamente disciplinata nei vari ordinamenti giuridici; il diciottesimo anno è termine comune a molte legislazioni; laddove ci siano differenze più spesso è il sedicesimo (Israele e Brasile) o il 21° (Stati Uniti d'America).

### Italia
Secondo la legge italiana, essa si consegue al compimento del 18º anno di età. Riconoscendo comunque un'ovvia gradualità al processo di maturazione dell'individuo, basato anche su concezioni scientifiche sia mediche che socio-psicologiche, la legge permette a chi ha compiuto 16 anni di età di richiedere l'emancipazione, in determinati casi, così come il diritto penale è applicabile diversamente dal quattordicesimo anno compiuto.